# Affaire Sirven
Ne doit pas être confondu avec l’affaire Sirven concernant Elf Aquitaine au début du XXIe siècle.
Pour les articles homonymes, voir Sirven.
L’affaire Sirven est une affaire judiciaire qui s’est déroulée à Mazamet, en 1760, au moment même de la célèbre affaire Calas.
Voltaire s’est également impliqué dans ce fait divers, qui témoignait de l’intolérance religieuse sous l’Ancien Régime, à la veille de la Révolution française.

## Déroulement
Pierre-Paul Sirven (1709-1777) et son épouse, tous deux protestants, ont trois filles. La dernière, Élisabeth, âgée de 23 ans, donne des signes d’aliénation mentale.
Le 6 mars 1760, Élisabeth disparaît de la maison paternelle. Pierre-Paul Sirven apprend qu’elle aurait été recueillie par les religieuses du couvent des Dames Noires de Castres. Elle se serait rendue à l’évêché, où elle aurait confié à l’évêque de Castres, Jean-Sébastien de Barral, son désir de se convertir au catholicisme, à la suite de quoi celui-ci l’aurait envoyée chez les Dames noires pour y préparer sa conversion. Selon d’autres, les religieuses de ce couvent l’auraient enlevée et auraient tenté de la convaincre qu’elle était appelée par Dieu. Convaincu que toute protestation serait vaine, le père d’Élisabeth ne s’oppose pas à l’internement de sa fille.
Les quelques mois de claustration se passèrent très mal : Élisabeth enlevait ses vêtements devant les sœurs, se prétendait en communication avec le Ciel et demandait à recevoir les verges pour des péchés imaginaires. Forcées de l’enfermer dans sa cellule, les autorités ecclésiastiques la font examiner en juin 1760 par un médecin qui la déclare démente. Rendue à sa famille en octobre, la jeune fille paraît toujours très perturbée, à tel point que sa famille essaie de limiter ses mouvements, sans toutefois que son père ne s’oppose à sa présence quotidienne à la messe.
Une année plus tard, dans la nuit du 15 au 16 décembre 1761, Élisabeth disparaît de nouveau et, le 4 janvier 1762, son corps est retrouvé au fond d’un puits asséché à Saint-Alby). Les Sirven ont immédiatement tous les ennemis de la religion protestante de Mazamet à dos. En dépit de l’absence de toute trace sur le corps, les religieuses accusent alors ses parents d’avoir maltraité Élisabeth pour l’empêcher de se convertir au catholicisme. Le 20 janvier 1762, les juges de Mazamet ordonnent alors l’arrestation de Sirven, de sa femme et de ses deux filles qui, prévenus de la procédure à leur encontre, prennent la fuite.

Le 24 mars 1762, à la suite d’un procès par contumace, les quatre accusés sont reconnus coupables par les juges de Mazamet, les parents condamnés à la pendaison et leurs filles au bannissement. Le 11 septembre 1762, les parents sont pendus en effigie. Après cinq mois de tribulations, la famille Sirven a néanmoins trouvé refuge à Lausanne, et se met en contact avec Voltaire, lequel, tout absorbé par l’affaire Calas, réagit néanmoins avec vigueur. Malgré son premier mouvement, qui est de ne pas compromettre l’affaire Calas, il écrit, le 30 mars 1765, à Damilaville : 

« J’attends tous les jours à Toulouse la copie authentique de l’arrêt qui condamne toute la famille Sirven ; arrêt confirmatif de la sentence rendue par un juge de village ; arrêt donné sans connaissance de cause ; arrêt contre lequel tout le public se soulèverait avec indignation si les Calas ne s’étaient pas emparés de toute sa pitié. »

En effet, malgré les similitudes entre les deux affaires, telles que l’absence de circonstances, il existait d’évidentes disparités claires : non seulement il n’y avait pas de « martyr » à réhabiliter, mais les coupables présumés s’étaient rendus coupables d’outrage au tribunal en fuyant la justice du roi. Voltaire redoutait, en outre, que la conjonction de ces deux affaires ne donne une quelconque crédibilité à l’accusation de meurtre à l’encontre des enfants protestants désireux de se convertir au catholicisme. Voltaire prend néanmoins fait et cause pour les Sirven et démontre leur innocence. La femme de Sirven meurt en juin 1765. 
En janvier 1766, Élie de Beaumont dresse, à l’aide de Voltaire, de Damilaville et de l’avocat Target, un bref visant à persuader le conseil du roi de réexaminer la procédure du jugement initial. En juin 1766, il publie son Avis au public sur les parricides imputés aux Calas et aux Sirven. 
Il faut néanmoins attendre le 23 janvier 1768 pour que le Conseil du Roi soit saisi. Ce dernier déboute Sirven, car il ne souhaite pas émettre un avis contraire à la décision d’une cour provinciale, dans un tel cas d' outrage au tribunal. Il ne veut intervenir qu’à la suite d’un procès approprié au tribunal de première instance d’origine.  Sirven est donc invité à se rendre à Toulouse, ville où Calas avait été condamné et roué.

## Réhabilitation

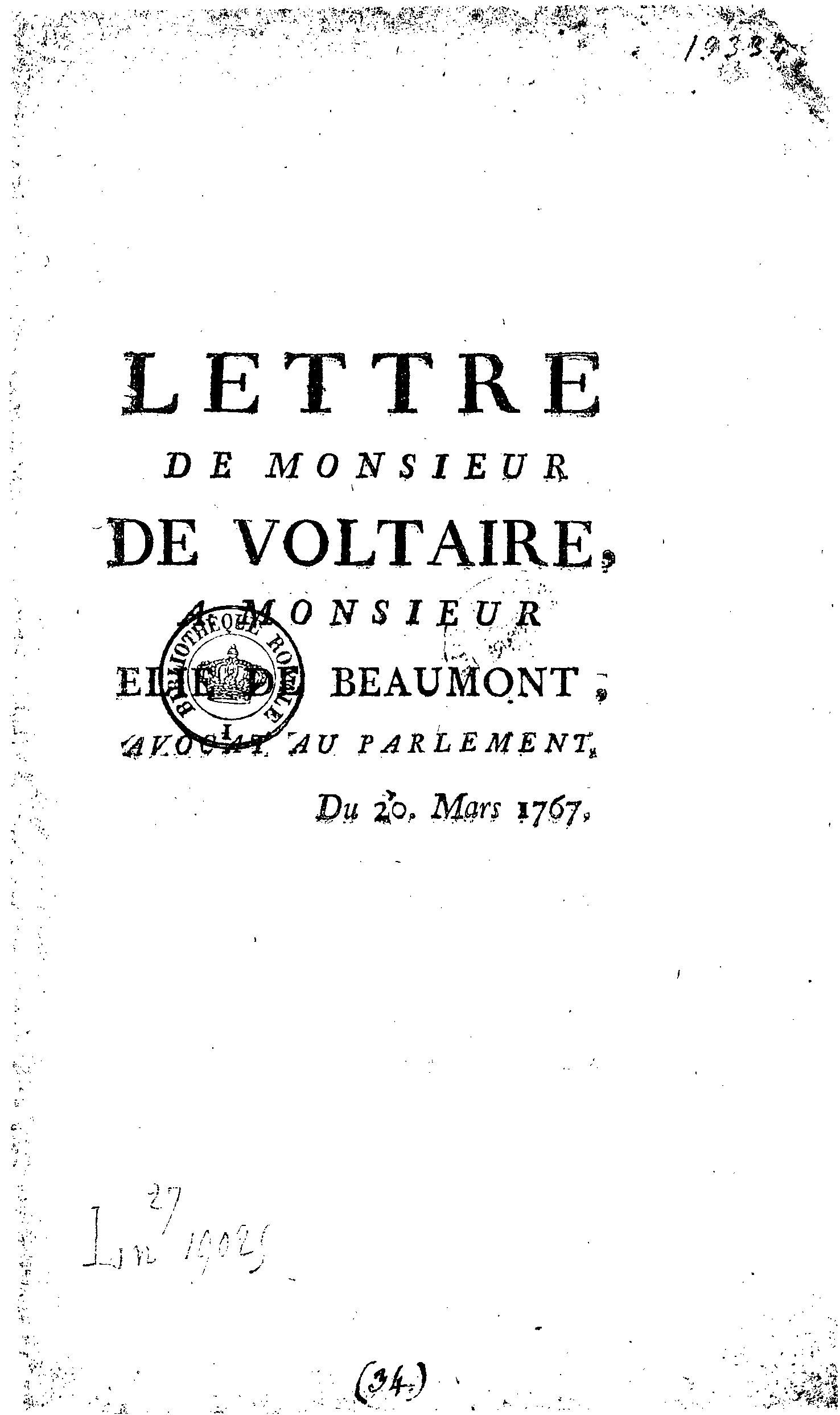
Lettre de Voltaire à Élie de Beaumont au sujet de l’affaire Sirven.

L’étape suivante constitue pour Sirven une grande prise de risque puisqu’il doit se livrer aux autorités, décision qui avait été des plus funestes pour Calas. Fort heureusement, depuis l’affaire Calas, la position du Parlement de Toulouse avait changé du tout au tout.
En 1769, Sirven retourne donc à Mazamet, dans l’attente de la décision des juges. Sirven est relaxé en décembre 1769, mais pas exonéré, ce qui le condamnait, dans les faits, à assumer les frais du procès. 

Ce n’est que le 25 novembre 1771 que la famille Sirven est pleinement réhabilitée et remise dans ses biens, que la ville de Mazamet doit, en conséquence, lui verser des compensations, à la suite de la nomination de nouveaux juges par Maupeou lors de sa célèbre réforme. Le 27 novembre 1771, Pierre-Paul Sirven écrit à Voltaire :

« Je vous dois la vie, et plus que cela le rétablissement de mon honneur, et de ma réputation. Le parlement me jugea avant hier. Il a purgé la mémoire de feu mon épouse et nous a relaxés de l’indigne accusation imaginée par les fanatiques Castrois, m’a accordé la main levée des biens et effets saisis, avec restitution des fruits, et m’a accordé les dépens. […] Votre nom Monsieur, et l’intérêt que vous preniez à ma cause ont été d’un grand poids. Vous m’aviez jugé et le public instruit n’a pas osé penser autrement que vous, en éclairant les hommes vous êtes parvenu à les rendre humains. »